# Коарцеват
Коарцеват (в превод събиране в капка)- коарцеватът е капка или слой от голяма концентрация на колоид в течност, който се различава от останалата го обкръжаваща среда по химични свойства.
Коарцеватните капки се образуват в концентрирани разтвори от белтъци и нуклеинови киселини. Те са способни да адсорбират различни химични вещества. От разтвора, в който се намират в тях могат да постъпят химични съединения, който могат да преобразуват в резултат на реакции, протичащи в коарцеватните капки. Също така могат да отделят в околната среда и „отпадни продукти“.
Коарцеватите имат важно значение в редица хипотези относни произхода на живота. При опитите с белтъци, нуклеинови киселини и липиди, коарцеватите биват представяни за протоорганизми, предшественици на днешните клетки.